# San Fernando (Pampanga)
San Fernando (pam. Lakanbalen ning San Fernando/Siudad ning San Fernando, fil. Lungsod ng San Fernando)– miasto na Filipinach, w środkowej części wyspy Luzon. Jest ośrodkiem administracyjnym prowincji Pampanga w regionie Luzon Środkowy. W 2010 roku liczyło 285 912 mieszkańców.
W mieście rozwinął się przemysł włókienniczy cukrowniczy, cukierniczy oraz piwowarski.